# Diglucuronide de bilirubine
Le diglucuronide de bilirubine est un glucuronide conjugué du métabolisme de la bilirubine. Sa nature hydrophile le rend soluble dans l'eau. Il est pompé dans la bile par la protéine MRP2.